# Liosomadoras
Liosomadoras es un género de peces actinopeterigios de agua dulce, distribuidos por ríos de la vertiente atlántica de América del Sur, en Brasil y Perú.

## Especies
Existen solamente dos especies reconocidas en este género:
- Liosomadoras morrowi Fowler, 1940
- Liosomadoras oncinus Jardine, 1841